# Пліє

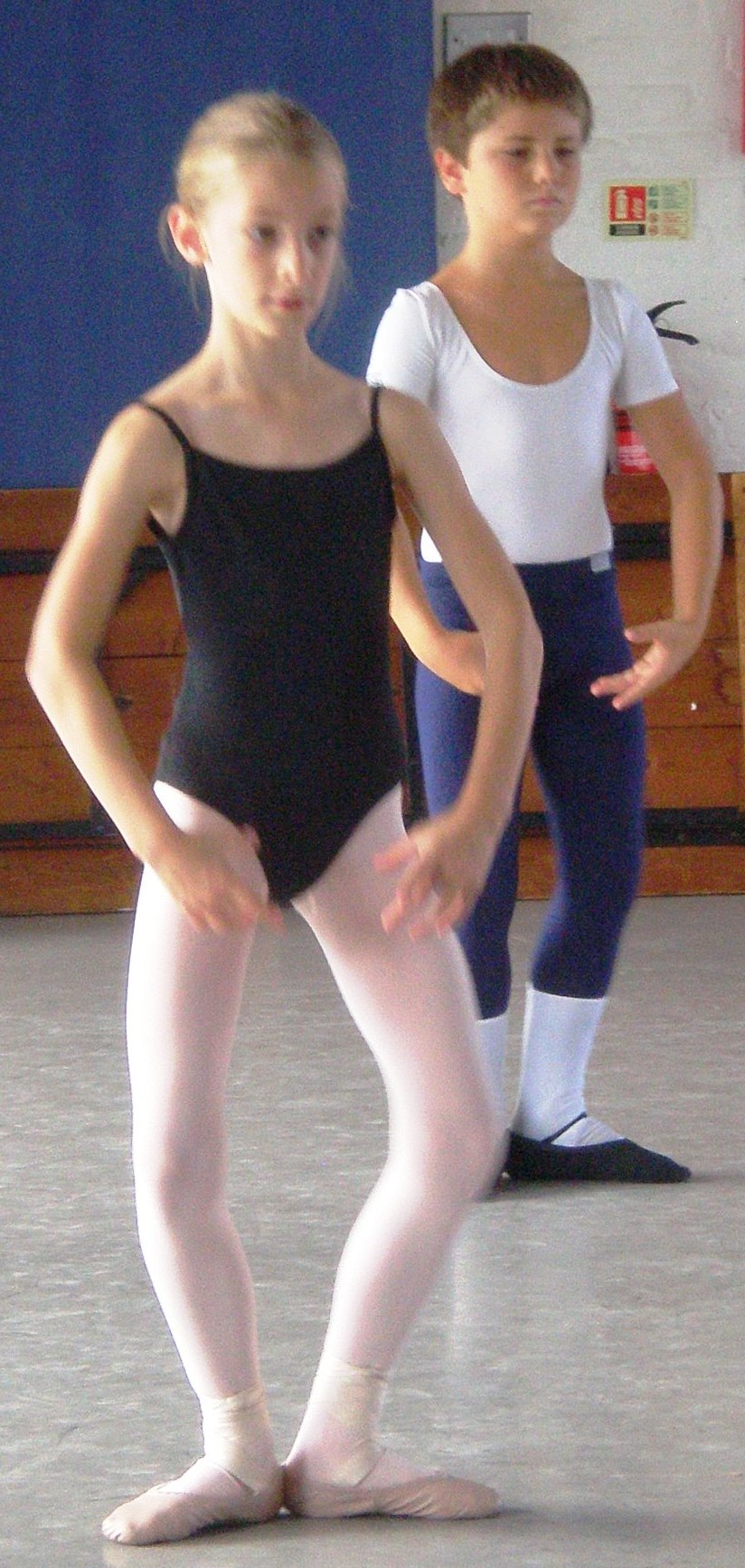
Демі-пліє в I позиції

Пліє́ (фр. plié, від дієслова plier — «згинати») — балетний термін, що позначає згинання однієї або обох ніг, присідання на двох чи на одній нозі; «Загальноприйнята французька назва для руху ніг, яке українською позначається словом „присідання“» :28. Нарівні з підйомом на напівпальці/пальці (relevé), обертанням і стрибком, є основним елементом хореографії.

Завдяки тому, що з вправи plié починався як танцювальний урок, так і навчання танцівників взагалі, в XIX столітті саме слово «присідати» використовувалося в значенні вчитися танцю: 
 Дочок вчать грамоти, інших навіть французькій мові і присіданню, що значить — танцюванню. — Петро Вістенгоф. Нариси московського життя.

## Види пліє
- Присідання на двох ногах в будь-який з існуючих позицій ніг:

1. Демі-пліє (фр. demi-plié) — напівприсідання, при якому п'яти залишаються притиснутими до підлоги
2. Гран-пліє (фр. grand plié) — глибоке присідання з максимальним згином колінного суглоба, при цьому п'яти злегка відриваються від підлоги

- Присідання на одній нозі в якій-небудь позі з ногою на носок в підлогу або піднятою в повітря на яку-небудь висоту (demi-plié на опорній нозі)
- Згинання працюючої ноги, піднятої в повітря на будь-яку висоту в будь-якому напрямку

## Основний рух
В уроці класичного танцю пліє виконується як окрема вправа. У українській балетній школі, як правило, це перша навчальна комбінація, з якої починається екзерсис як біля опори, так і на середині залу. Присідання виконуються на всій стопі по кілька разів на I, II, III і V виворітних позиціях.

В українській школі пліє завжди починають вивчати і виконувати в навчальній комбінації починаючи з I позиції, в той час як у французькій — з II, як більш стійкої, що дозволяє краще відчути виворотність в тазостегновому і колінному суглобах. 
 Такий підхід має і свої недоліки, бо завдяки більш стійкому положенню ніг при вивченні plié з цієї позиції легко розпускається корпус і немає належної зібраності всього тіла танцівника. Тому правильніше почати вивчення plié з I позиції, де менш стійке положення ніг змушує з самого початку робити деякі зусилля, щоб триматися тієї вертикальної осі, навколо якої будується все рівновагу танцівника. — А. Я. Ваганова. Основи класичного танцю. :22

### Цілі і завдання
Присідання необхідні для виконання стрибків, обертань, підйому на півпальці або пальці — практично всі ці рухи починаються і/або закінчується в demi-plié. Пліє розвиває еластичність суглобово-зв'язкового апарату і виворітність в тазостегновому і колінному суглобах, сприяє розвитку стрибучості за рахунок розтягування ахіллового сухожилля. Для зміцнення голеностопа і розроблення стопи воно може виконуватися стоячи на півпальцях або пальцях. Додавання пліє на опорній нозі під час виконання батманів або в будь-якій стійкій позі дозволяє виробити м'язову силу.

## Сполучний рух в танці
На відміну від однойменної вправи в екзерсисі, де пліє є основним рухом, при виконанні інших вправ і комбінацій з різних рухів пліє виконує роль сполучного руху: з його допомогою виконується злитий перехід з пози в позу або від одного руху до іншого. Він може виконуватися в будь-якому темпі і характері.
 Plié притаманне всім танцювальним рухам, воно зустрічається в кожному танцювальному pas. <…> Якщо у танцюючого немає plié, виконання його сухе, різке і непластичне. — А. Я. Ваганова. Основи класичного танцю. :28

## Цікаві факти
Grand plié в II позиції, вперше використане в сценічній практиці хореографом Сержем Лифарем, свого часу викликало неабиякий скандал і звинувачення в аморальності.